# Santiago Pavlovic
Santiago Pavlovic Urionabarrenechea (Machalí, 6 de noviembre de 1946) es un periodista, presentador de televisión y locutor de radio chileno, con larga trayectoria en Televisión Nacional de Chile (TVN).

## Biografía
Fue hijo de un minero descendiente de inmigrantes croatas y de una dueña de casa de nacionalidad española de origen vasco. Tuvo cuatro hermanos, todos hombres, uno de ellos el también periodista deportivo Pedro Pavlovic.
Contrario a la cultura popular, en la que se señala que habría perdido un ojo, y mientras era un corresponsal de guerra, Santiago Pavlovic perdió accidentalmente el ojo izquierdo a una corta edad, mientras jugaba con sus hermanos y unos amigos a la guerra.
Egresado de la Universidad de Chile de la carrera de periodismo, realizó estudios en la Sender Freies Berlin (Emisora Libre de Berlín), donde se especializó en cine y televisión.
En 1970 entró a trabajar a Televisión Nacional de Chile, siendo nombrado cuatro años después Jefe de Servicios Informativos. En 1984 formó parte del grupo que creó el programa televisivo Informe especial, transmitido por TVN. En el programa, que se centra en los reportajes, Pavlovic ha debido viajar a diversas partes del mundo para cubrir noticias, sobre todo conflictos bélicos. En 1994, mientras estaba reporteando en Uganda, contrajo malaria, que lo tuvo cerca de la muerte. Casi diez años más tarde (2003), cuando cubría la guerra de Irak, fue detenido en Bagdad e interrogado, pero finalmente fue puesto en libertad.
Recibió el Premio Embotelladora Andina en 1990. En 2011 obtuvo el premio «figura del año en televisión», otorgado por la escuela de periodismo de la Universidad Adolfo Ibáñez. Desde marzo de 2007 hasta enero de 2011 Pavlovic condujo el programa informativo Mañana será otro día junto a Rafael Cavada, Polo Ramírez y Claudio Fariña en Radio Concierto. Actualmente conduce el programa Informe especial y presentó el programa Sin Parche (2021-2023) en TVN.
Pavlovic fue miembro del directorio de TVN como representante de los trabajadores entre noviembre de 2014 y marzo de 2016.